# Alvaiázere (freguesia)
Alvaiázere es una freguesia portuguesa del municipio de Alvaiázere, distrito de Leiría.

## Etimología
Alvaiázere, villa y municipio, debe su nombre a los árabes. De hecho, cuando invadieron la península ibérica en el año 711 se apoderaron del territorio del actual Alvaiázere, que bautizaron como Al-Bai-Zir o Alva-Varze, de acuerdo con diferentes opiniones. Otros vinculan el nombre de la villa al término Al-Baiaz, que significa "el halconero", por lo que Alvaiázere habría sido en origen "las tierras del halconero".

## Historia
En el año 1200 el rey Sancho I de Portugal decidió repoblar una zona en gran parte despoblada, dándole carta foral.
Fue elevada a villa por Juan I, en el año 1338. En aquella época era un término muy extenso que abarcaba dos prioratos, tres vicarías y un codo: los prioratos de S. João da Boa Vista y S. Pedro de Rego da Murta, las vicarías de Pussos, Maçãs de Caminho y Pousaflores y el codo de Almoster.
En 1435, según documentos existentes en la Torre do Tombo, Duarte I donó la villa a su esposa, la reina Doña Leonor, y de esta forma Alvaiázere pasó al dominio de la Corona portuguesa. Manuel I le concedió una nueva carta foral el 15 de mayo de 1514.
El 28 de enero de 2013 la freguesia de Maçãs de Caminho fue suprimida en aplicación de una resolución de la Asamblea de la República de Portugal promulgada el 16 de enero de 2013, al pasar a formar parte de esta freguesia.

## Demografía
| Gráfica de evolución demográfica de Alvaiázere entre 2011 y 2021 |
|                                                                  |
| Datos según el nomenclátor publicado por el INE portugués.       |

## Economía y gastronomía
La base económica de esta región ha sido desde hace siglos la agricultura. Los terrenos fértiles, los valles y cañadas bien irrigados y las colinas y montes cubiertos de viñedos y olivares han sido muy importantes para su población humana.
Actualmente Alvaiázere es considerada capital del chícharo (leguminosa pequeña, semejante al frijol pero que crece en terrenos áridos). Aparte en la región se elabora queso y se consumen carnes de cabrito y de cerdo.

## Patrimonio histórico
- Ermita da Senhora do Fetal y Capelinha da Memória.